# 中国强制拆迁
强制拆迁，简称强拆，是一种中国大陆的社会现象，常指在拆迁过程中，拆方与被拆方未有接触或正在谈判的时候，拆方通過暴力方式先行将建筑拆卸（或改建）的行为。在中国大陆各个城市村镇，由于土地国有且不斷升值，在物权不清晰或在租赁有分歧的情况之下，经常以强拆方式“解决”。在中國大陸，甚至有官員組織學生冒充中國公安部特警總隊參與非法拆遷的新聞出現。有人将这一时期的强制拆迁看作是英国圈地运动的中国版。

## 背景
在中华人民共和国现有法律制度下，城市土地属于国家所有，农村土地，宅基地和自留地属于集体所有。实质使中华人民共和国政府成为中国土地的所有者和管理者。政府通过转让土地的使用权，轻易获得巨大的预算外收入，亦造成地方政府极度依赖“土地财政”的情况。在转让过程中，地方政府仅将土地挂牌转让，即可获得收入，而无须征得土地使用权人（即被拆迁人）的同意。
没有与使用权人达成协议，即由政府转让给第三方的土地被称作“毛地”。2007年，国土资源部《关于认真贯彻〈国务院关于解决城市低收入家庭住房困难的若干意见〉进一步加强土地供应调控的通知》要求地方政府按“净地”分块供应土地。由于地方政府依赖土地财政的状况并未改变，因此在拆迁过程中，地方政府仍是强硬的一方，强制拆迁不可避免。

## 内容
主要分三种情况:
- 在住户不知情的情况下，将住户及屋内所有物件一同推倒并拆卸，通常在夜间施工及时间在一晚之内完成。
- 在住户不知情的情况下，将住户的所有物件转移；或者将房内住户强行拖出，再进行拆卸。
- 住户在入住过程中，拆方会使用逐渐拆除的方式，先将住宅的一方墙体拆除，住户若不肯迁走，则继续减少住宅的面积。

注：行政强拆不在此三种情况内。

## 最高法院防止强拆的通知
2011年9月9日，中华人民共和国最高人民法院在官方网站上发布了一则通知，题为《最高人民法院关于坚决防止土地征收、房屋拆迁强制执行引发恶性事件的紧急通知》，被各大新闻网站和门户网站纷纷转载，但官网的通知很快被删除，无法再次访问浏览，引发社会猜测和议论。

## 强拆引發的意外事件

### 强拆引發拆迁户死亡或重伤
- 2011年1月31日，广东东莞石排镇拆迁户喝农药后砍下强拆者人头前去投案自首，在指认案发现场时毒发身亡。[9]
- 2011年4月24日，中国新闻网报道湖南株洲农民为抗强拆自焚，官方称已中止强拆。[9]
- 2010年12月23日，新京报报道北京村民夜守遭强拆房被打死，8名被告最重判无期。[9]
- 2010年10月20日，中国经济周刊记者报道，9月10日上午，江西省抚州市宜黄县凤冈镇在拆迁期间发生一起强拆自焚事件，拆迁户三人重伤。[9]
- 2010年5月27日，河南《东方今报》记者报道，当日早上7时许，河南郑州市须水镇发生一起强行拆迁致人死亡事件，死者是郑州一家名为“香锅里辣”饭店的老板娘。[9]
- 2009年某月，四川成都金牛区因修筑公路强行拆除唐福珍夫妇投资700万元的综合楼，仅补偿为217万元，唐福珍夫妇拒绝拆迁。在楼顶自焚，唐福珍重三度烧伤并吸入式烧伤，不治身亡。[9]
- 2006年某月，山东菏泽市牡丹区兴建香格里拉广场，以公益建设为名行商业开发之实，由于补偿偏低，李民生等居民不愿拆迁。李民生上吊自杀身亡。[9]
- 2003年某月，江蘇南京玄武区拆迁办在没有与翁彪达成拆迁协议的情况下，强行用推土机铲平了翁的房屋，翁彪来到拆迁办公室用汽油自焚。翁彪中度3级烧伤，拆迁办6人烧伤。[9]

### 强拆引發拆迁户抵抗杀人
- 2015年9月14日，山东平邑拆迁血案张纪民
- 2016年5月10日，河南郑州薛岗村范华培[10]
- 2015年2月19日，河北石家庄市贾敬龙[11]
- 2013年12月3日，江苏省苏州市范木根
- 2013年9月，山东昌乐丁汉忠[12]
- 2011年6月23日，山西省朔州市吴学文[13]
- 2008年5月14，辽宁省本溪市张剑[14]

### 其它強拆事件
- 2020年12月北京小汤山镇九华科普示范园强拆
- 2020年12月北京香堂文化新村

## 抗議强拆
於2013年7月11日，中美外交高峰會的第一天，中國在華盛頓的駐美大使館大門被人噴上「拆」字，有人猜測這是對於强拆的抗議。